# Ібрагім Назаров
Ібрагім Назаров (17 серпня 1988) — узбецький плавець.
Учасник Олімпійських Ігор 2008 року.